# تولد پنجاه سالگی آدولف هیتلر
مراسم تولد پنجاه سالگی آدولف هیتلر در تاریخ بیست آوریل ۱۹۳۹ برگزار شده‌است. در این روز بزرگ‌ترین رژه نظامی تاریخ توسط واحدهای مختلف ارتش آلمان و اس اس به مدت چهار ساعت و نیم در برلین برگزار شد. همچنین جمعیت انبوهی از سراسر آلمان به برلین آمده بودند تا تولد پیشوا را به وی تبریک بگویند. مراسم جشن تولد پیشوا در کشورهای دیگر از جمله استرالیا نیز توسط آلمانی‌ها برگزار شد.
استقبال مردم آلمان از این رویداد به حدی زیاد بود که به جرئت می‌توان هیتلر را در آن تاریخ محبوب‌ترین رهبر اروپایی نامید. این در حالی بود که بیکاری در آلمان به نزدیک صفر رسیده بود و کل مناطق کشور آلمان توسط شبکه وسیعی از اتوبانها و فرودگاه‌ها به هم متصل شده بود و صنایع آلمان در بهترین وضعیت خود بودند.

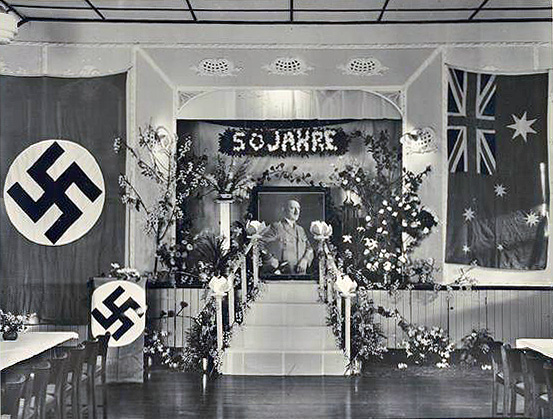
مراسم جشن تولد پنجاه سالگی پیشوا در آدلاید استرالیا

## مراسم جشن تولد

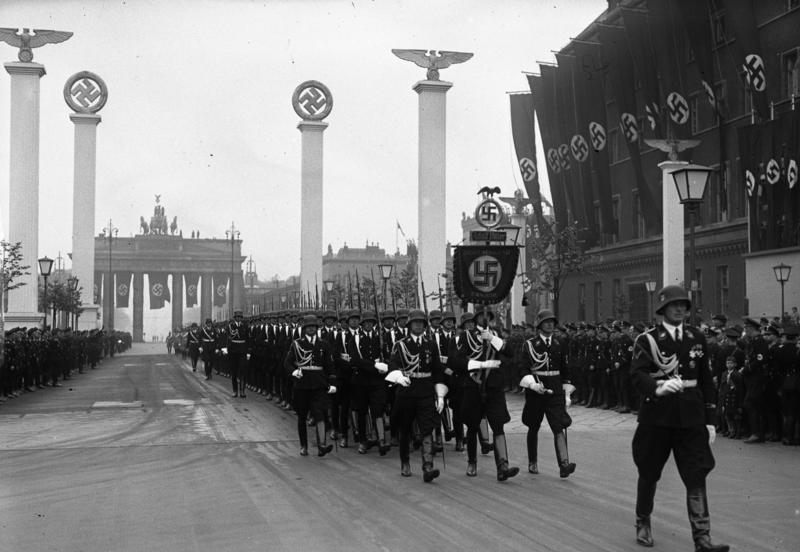
تصویری از رژه یکی از واحدهای لایبشتاندارته اس اس آدولف هیتلر در روز تولد ۵۰ سالگی پیشوا، از زیر دروازه براندنبورگ برلین

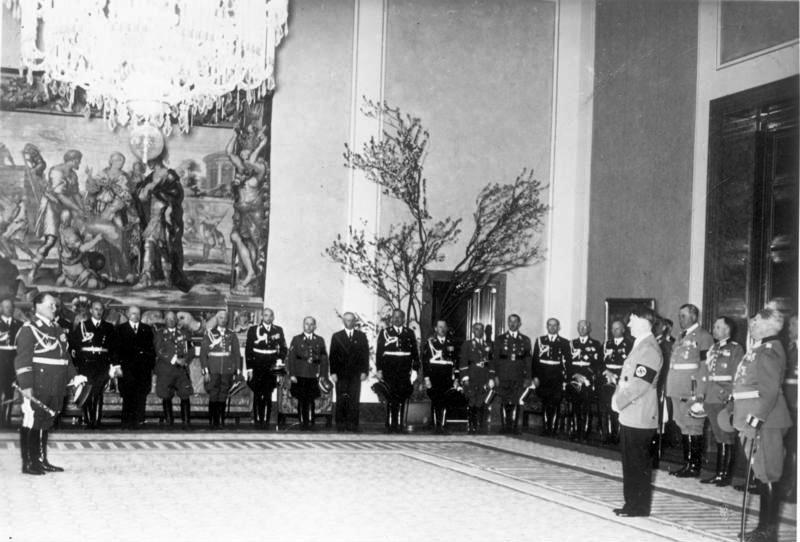
هیئت دولت رایش آلمان تولد پیشوا را در ساختمان صدارت عظمی تبریک می‌گویند.

در تاریخ ۱۸ آوریل ۱۹۳۹، دولت آلمان، بیستم آوریل روز تولد پیشوا را تعطیل عمومی و روز جشن اعلام کرد. بعد از ظهر روز ۱۹ آوریل، آدولف هیتلر در میان تشویق مردم، پیشاپیش یک کاروان ۵۰ تایی از لیموزینهای روباز مرسدس بنز از محور شرقی-غربی برلین که به تازگی توسط آلبرت اشپیر آرشیتکت معروف آلمانی ساخته شده بود، عبور کرد. روز بیستم آوریل ابتدا گروه موزیک اس اس جلوی ساختمان صدر اعظم آلمان برای پیشوا موزیک اجرا کردند و تعداد زیادی از مردم نیز به تشویق هیتلر پرداختند. سپس هیتلر و همراهانش توسط لیموزینهای خود به محل رژه اصلی رفتند. حدود ۵۰۰۰۰ نظامی ظرف مدت ۴ ساعت و نیم از جلوی پیشوا رژه رفتند. این تعداد شامل ۱۲ گروهان نیروی هوایی، ۱۲ گروهان نیروی زمینی و ۱۲ گروهان نیروی دریایی به همراه تعدادی از واحدهای اس اس بودند. همچنین ۱۶۲ هواپیمای جنگی بر فراز برلین پرواز کردند. یک و نیم میلیون آلمانی در محل رژه حاضر بودند و مراسم را از نزدیک تماشا می‌کردند.

## هدایای تولد

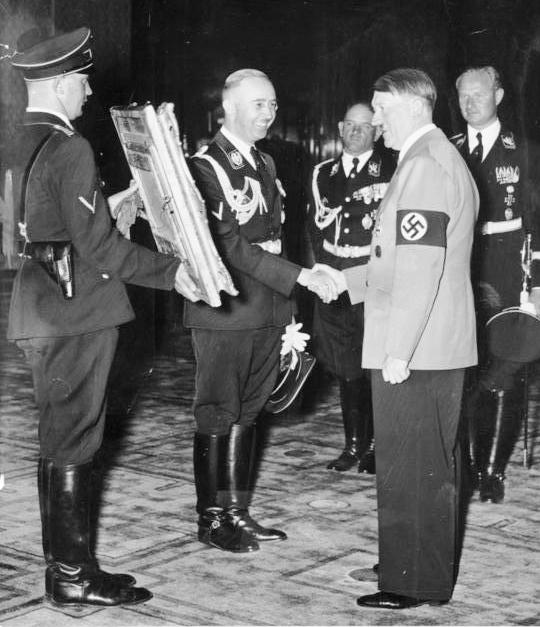
هیملر در حال تقدیم نقاشی فردریک کبیر به پیشوا

رهبر حزب ناسیونال سوسیالیست شهر دانتسیش، شهروندی افتخاری این شهر را به هیتلر اهدا کرد. مارتین بورمان از طرف حزب ناسیونال سوسیالیست آلمان، آشیانه عقاب را به پیشوا تقدیم کرد. هاینریش هیملر نقاشی نفیسی از چهره فردریک کبیر، فرد مورد علاقه هیتلر را به وی هدیه کرد.

## مهمانان خارجی
- یوزف تیزو رئیس جمهور اسلواکی،[۳]
- امیل هاشا فرماندار بوهم و موراویا،[۳]
- چزاره اورزنیگو نماینده پاپ در آلمان،
- گئورگ کرکیمیس فرماندار بخش مقدونیه یونان و
- گافنچو، وزیر امور خارجه رومانی[۱۲] از مهمانان خارجی سرشناس این مراسم بودند.[۹] در کل نمایندگان ۲۳ کشور در تولد پنجاه سالگی پیشوا حضور داشتند.[۱۲]